# Блінов Микола Миколайович
Бліно́в Мико́ла Микола́йович (*7 жовтня 1839, село Зашижем'є — †31 грудня 1917, місто Сарапул) — удмуртський священник, письменник, вчений, педагог.

## Біографія
Народився в селі Зашижем'є Орловського повіту Вятської губернії (нині Совєтський район Кіровської області). Закінчив В'ятську духовну семінарію в 1860 році. Був священником в селі Карсовай Глазовського повіту. Видав удмуртську азбуку за «звуковим методом», використав її в створеній ним національній школі («Лыдзонъ. Азбука для вотскихъ детей», В'ятка, 1867). З 1875 року вільний слухач юридичного факультету Санкт-Петербурзького університету. Зблизився з ліберальними видавцями та письменниками (Флорентій Павленков, Михайло Салтиков-Щедрін), які взяли участь в його літературній долі. За світську активність в 1878 році розпорядженням Синоду повернений у В'ятську губернію. Став поверхштатним ієреєм Вознесенського собору міста Сарапул. Піддавався обшукам, був піднаглядним. У 1895 році листувався з Володимиром Короленком (9 листів) з проблематики Мултанської справи. Опублікував книгу «Язичний культ вотяків» (В'ятка, 1898). В 1895 році переведений єпископом Сарапульським Олексієм до села Бемиж під поліцейський нагляд. Повернувшись в Сарапул в 1906 році, був заштатним протоієреєм, членом Ради Вознесенського братства. В 1908 році опинився під слідством за звинуваченням в «толстовстві».

## Творчість
Автор 60 книжкових видань. Під псевдонімом Боримир Миколаїч опублікував книгу «Страждання Ісуса Христа» (Санкт-Петербург, 1878), тираж якої був повністю знищений в Санкт-Петербурзі та Сарапулі. Створив переклад книги Дефо «Життя Робінзона» (4 видання, 1879—1895), яке було визнане найкращим перекладом цього твору. Ґрунтуючись на реальній справі в Сарапульському окружному суді, написав драматичний ескіз «Світло і у пітьмі світить», присвячений Леву Толстому, опублікований спочатку в журналі «Северный вестник» (1887), а потім окремим виданням в Сарапулі (1888). Видав сцени з народного життя «Мирон Петрович» (Казань, 1888), розповіді «На ниві народній» (5 видань, 1894—1916) та «Батюшка в селі» (В'ятка, 1899; Москва, 1916). Як досвідчений літератор видавав інших авторів — С. А. Веснін «Вані-В'ятчани» (В'ятка, 1913), створив літературні переклади та хрестоматії для дітей: «Бджілка» (4 видання, 1873—1884), «Навчання — світло» (Москва, 1873), «Трудовий селянський рік» (В'ятка, 1880, 1897). Був одним із організаторів щорічника «В'ятська незабудка» (1877—1878). Розповіді, нариси, статті друкувались в журналах «Дитяче читання», «Світ Божий», «Російський кур'єр», «Російське багатство», «Російський огляд», «Країна», «Сільська бесіда» та інші. В 1866 році опублікував рідкісний список «Повісті про град В'ятку» з коментарями. З історії краю видав книги «До столітнього ювілею Сарапула» (Сарапул, 1880), де змалював історію міста; «Історико-статистичний опис Сарапульського повіту, Сарапула, Воткінського та Іжевського заводів» (Сарапул, 1887); «Сарапул та Середнє Прикам'я. Минуле та сучасність» (Сарапул, 1908); друкувався в «Історичному віснику», де подав в тому числі і біографію Надії Дурової (1888).
Блінов був членом Російського географічного товариства (етнографічне відділення), в 1871 році удостоєний бронзової медалі за статтю про село Карсовай. Як статистик з організацією В'ятського губернського земства (1867) допомагав становленню в краї статистичної науки. Спеціалізувався на медичній статистиці («Епідемія віспи у В'ятській губернії 1875 року» — В'ятка, 1876), демографії («Рух народонаселення парафії села Карсовай» — В'ятка, 1870). Дійсний член статистичної комісії у В'ятській та Нижньогородській губерніях. Делегат Першого Всеросійського вчительського з'їзду 1872 року. Російський революційний демократ Никола Шелгунов включив Блінова у список 10 найкращих російських педагогів. Створив різні хрестоматії, методичні розробки губернського педагогічного кабінету (методичний центр). Сміло вводив у навчальний процес шедеври поезії та прози, наочні посібники, нові методи. Книгу «Грамота» (5 видань, 1868—1879, премія Міністерства народної просвіти) використовували і для навчання російської мови дітей у Вифлеємі в 1890-их роках. Історик та статистик шкільної справи — «Народна освіта у В'ятській губернії за перші земські 10 років» (В'ятка, 1875). Будучи переконаним демократом-шестидесятником, став активістом В'ятського губернського земства. З ціллю обновлення Росії та пробудження громадської активності селян опублікував багато книг, брошур, статей, іноді під псевдонімом Гласний селянин Яким Простота (Санкт-Петербург, 1881; Москва, 1887). Друга книга, побудована у формі повчальних розповідей Якима Простоти, отримала популярність, удостоєна золотої медалі Міністерства державного майна та рекомендована у всіх школах. Блінов був опікуном Сарапульської публічної бібліотеки, один з організаторів земського музею, Товариства вивчення Прикамського краю, дитячого притулку. Статті про Блінова поміщені в 7 енциклопедіях та словниках, виданих в 1892—1924 роках. Почесний громадянин Сарапула, в 1994 році його іменем названа одна з вулиць міста.